# Jakob Funke
Jakob Funke (* 4. Mai 1901 in Altendorf; † 1. Februar 1975 in Essen-Bredeney) war ein deutscher Verleger, Journalist und Unternehmer. Gemeinsam mit Erich Brost gründete er 1948 die Westdeutsche Allgemeine Zeitung, Vorläufer der heutigen Funke Mediengruppe.

## Leben
Jakob Funke wurde in einer Arbeiterwohnung der Arbeiterkolonie Kronenberg in der Gemeinde Altendorf geboren. Er war eines von sechs Kindern des kruppschen Schlossers Johann Heinrich Funke und seiner Ehefrau Bertha. Jakob Funke heiratete 1926 seine erste Frau Katharina, aus deren Ehe die Tochter Gisela Holthoff hervorging. Nach dem Tod seiner ersten Frau heiratete Funke erneut. Mit seiner zweiten Frau Rosemarie hatte er drei weitere Töchter: Renate Schubries, Ute de Graffenried und Petra Grotkamp (seit 1986 verheiratet mit Günther Grotkamp).
Nach seiner Schulzeit und ohne richtigen Abschluss und akademische Ausbildung war Funke als Journalist in Essen tätig. Er arbeitete ab 1915 zunächst bei der Rheinisch-Westfälischen Zeitung (RWZ) und wurde 1926 Redakteur beim Essener Anzeiger, der wie die RWZ zum Reismann-Grone-Verlag in Essen gehörte. Als die Nationalsozialisten 1941 das Ende des Essener Anzeigers erzwangen, war er dessen Chefredakteur. Er trat im April 1941 in die NSDAP ein. Er arbeitete zu dieser Zeit beim Deutschen Nachrichtenbüro, wo er als Büroleiter tätig war.
Nach dem Ende des Zweiten Weltkriegs war Funke als Journalist bei der von den britischen Besatzungsbehörden herausgegebenen Ruhr Zeitung, für die er bis zum Februar 1946 schrieb. Danach arbeitete er weiterhin in Essen für das SPD-Parteiblatt Rhein-Echo, das von Dietrich Oppenberg gegründet und herausgegeben wurde. Nachdem dieser am 13. Juli 1946 die Neue Ruhr Zeitung (NRZ) gegründet hatte, folgte ihm Funke dorthin und wurde erster Lokalchef. In dieser Zeit lernte er den Chefredakteur der NRZ, Erich Brost, kennen.

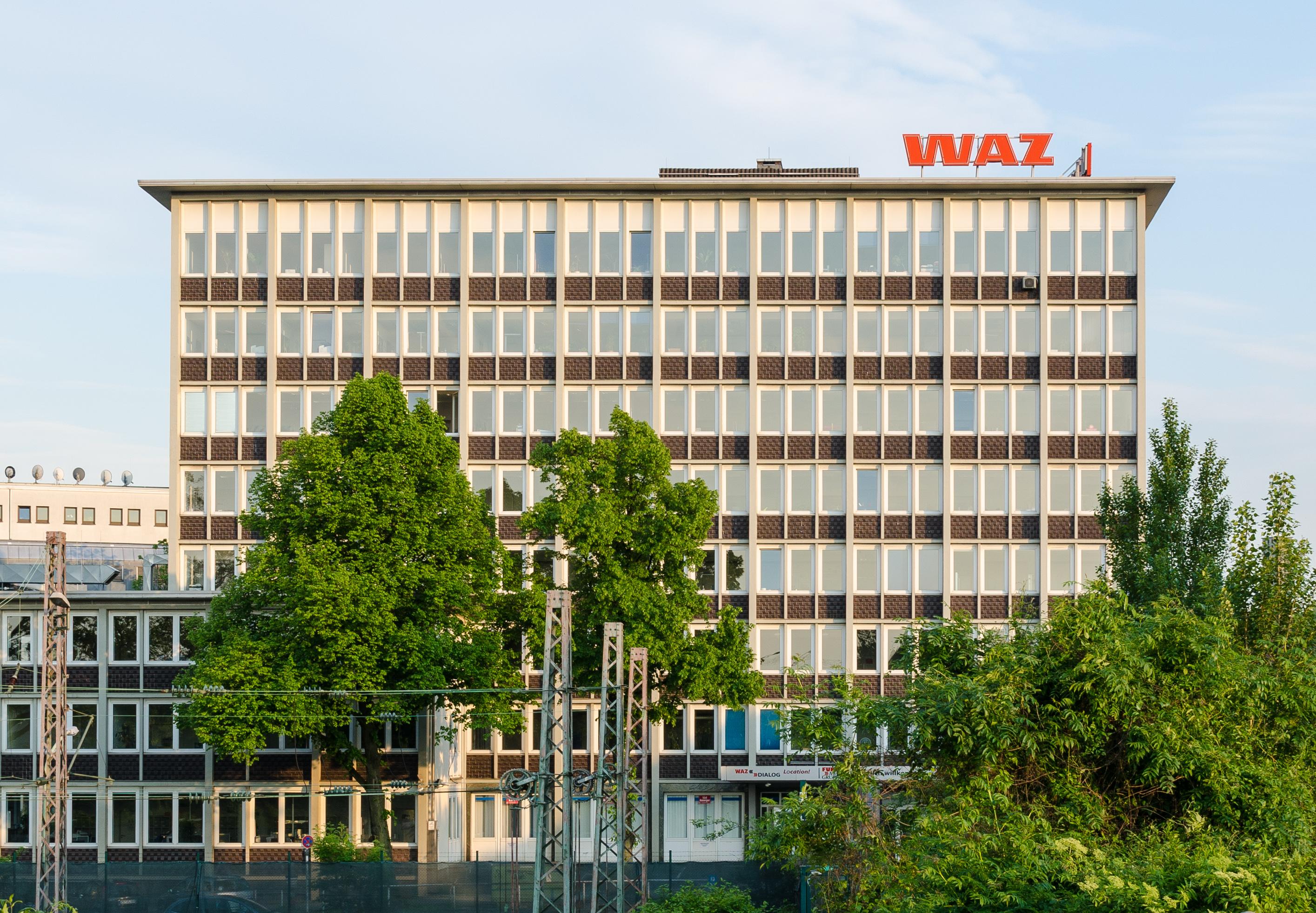
Ehemaliges Verlagshaus der WAZ

Am 3. April 1948 gründete Funke, der sich nach dem Krieg der CDU angeschlossen hatte, gemeinsam mit dem Journalisten und Sozialdemokraten Erich Brost die Tageszeitung Westdeutsche Allgemeine Zeitung (WAZ). Beide verfügten über jeweils 50 Prozent der Gesellschaftsanteile am Verlag. 1960 holte Funke Günther Grotkamp, seinen späteren Schwiegersohn, zur WAZ und trieb mit ihm gemeinsam den Beginn der Zeitungsgruppe WAZ voran. Bis zu seinem Lebensende war Funke Verlagsleiter und Mitherausgeber der WAZ. Jakob Funke, der vier Tage nach seiner zweiten Ehefrau Rosemarie starb, wurde auf dem Friedhof Bredeney in Essen beigesetzt.
Ein Jahr nach seinem Tod wurde das Unternehmen in Zeitungsgruppe WAZ umbenannt. Nach dem Ausscheiden der Eigentümerfamilie Brost wurde der Konzernname 2013 auf den Namen der verbleibenden Eigentümerfamilie in Funke Mediengruppe geändert.

## Ehrungen

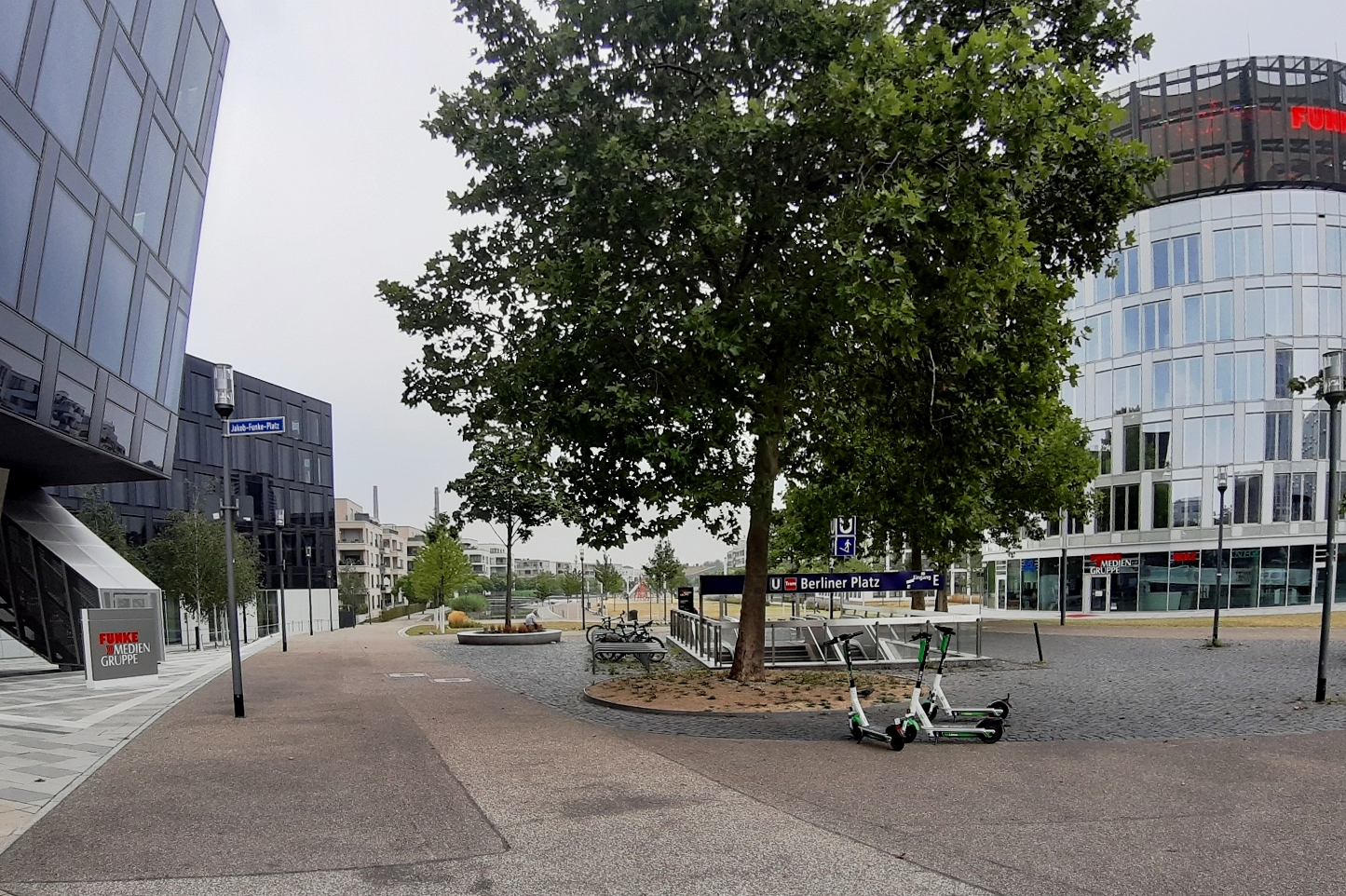
Zentrale der Funke Mediengruppe am Jakob-Funke-Platz in Essen

2017 erhielt der Bereich an der neu errichteten Unternehmenszentrale der Funke Mediengruppe im Essener Westviertel den Namen Jakob-Funke-Platz.